# ایستگاه راه‌آهن لیلکولا
ایستگاه راه‌آهن لیلکولا (استونیایی: Lilleküla raudteepeatus) دومین ایستگاه راه‌آهن در شهر تالین، استونی است.
این ایستگاه در ۲ کیلومتری جنوب ایستگاه راه‌آهن بالتی یام قرار دارد در سال ۱۹۲۸ میلادی تأسیس شده‌است.

## نگارخانه

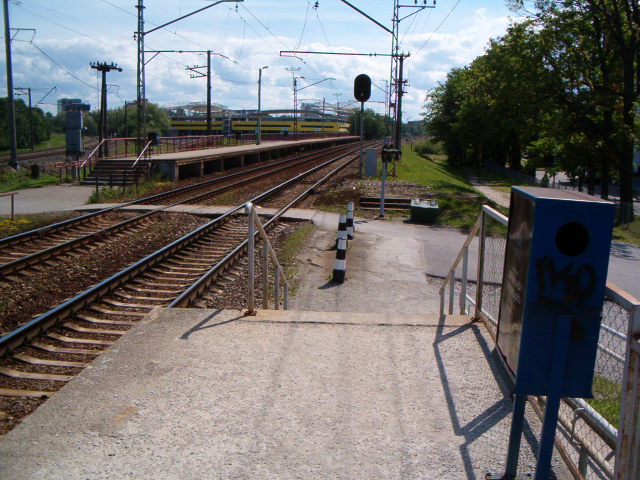
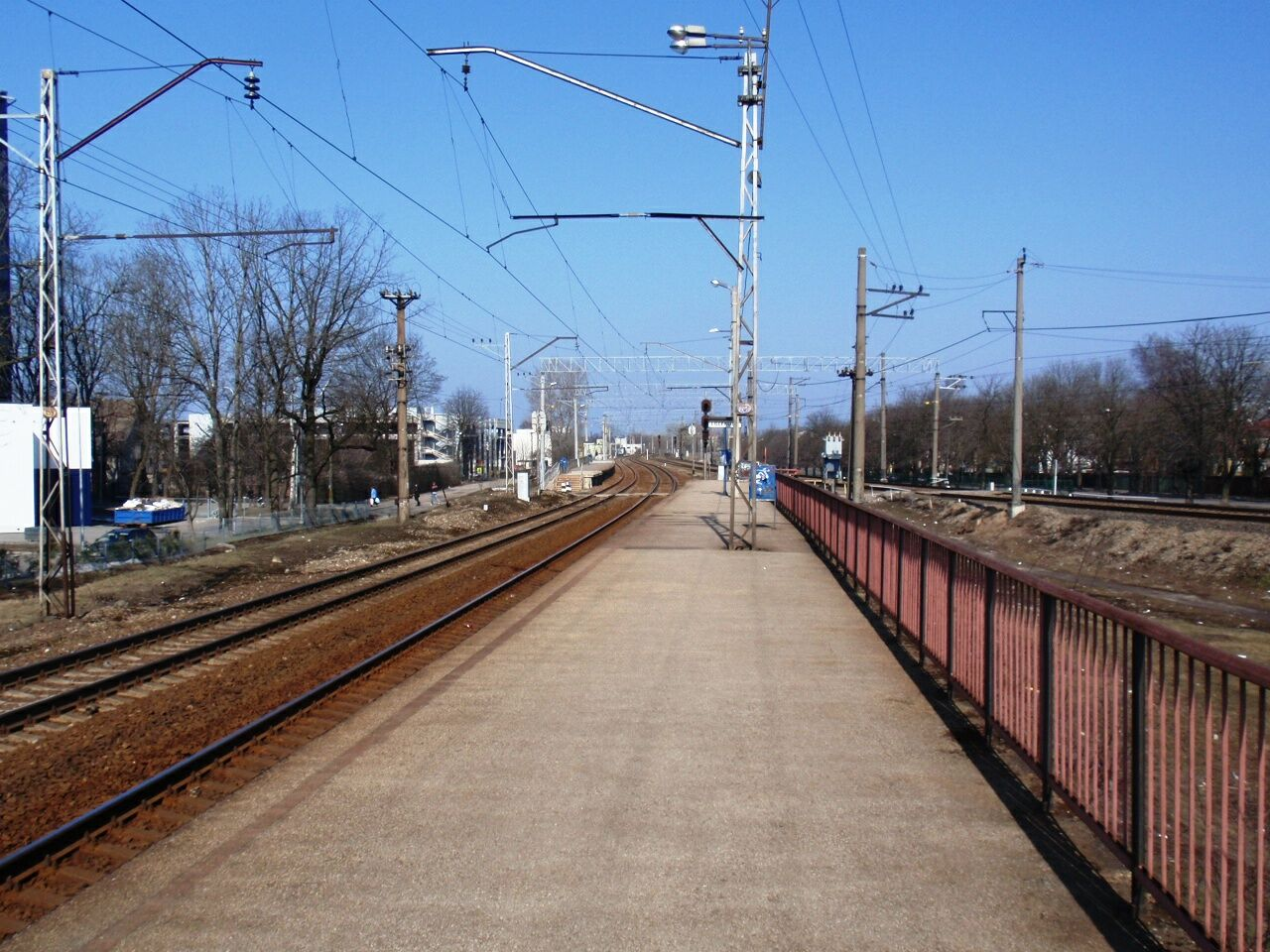
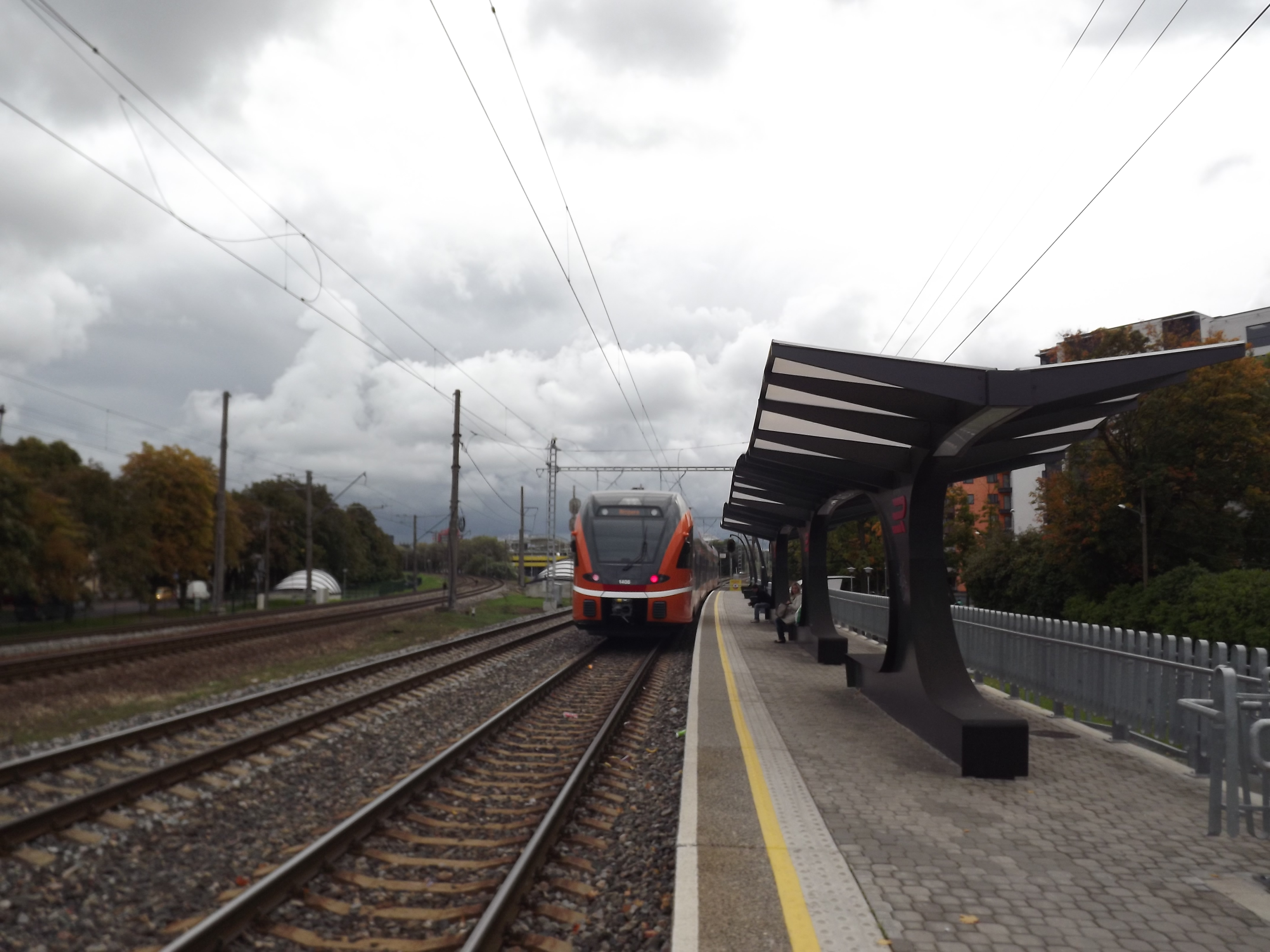
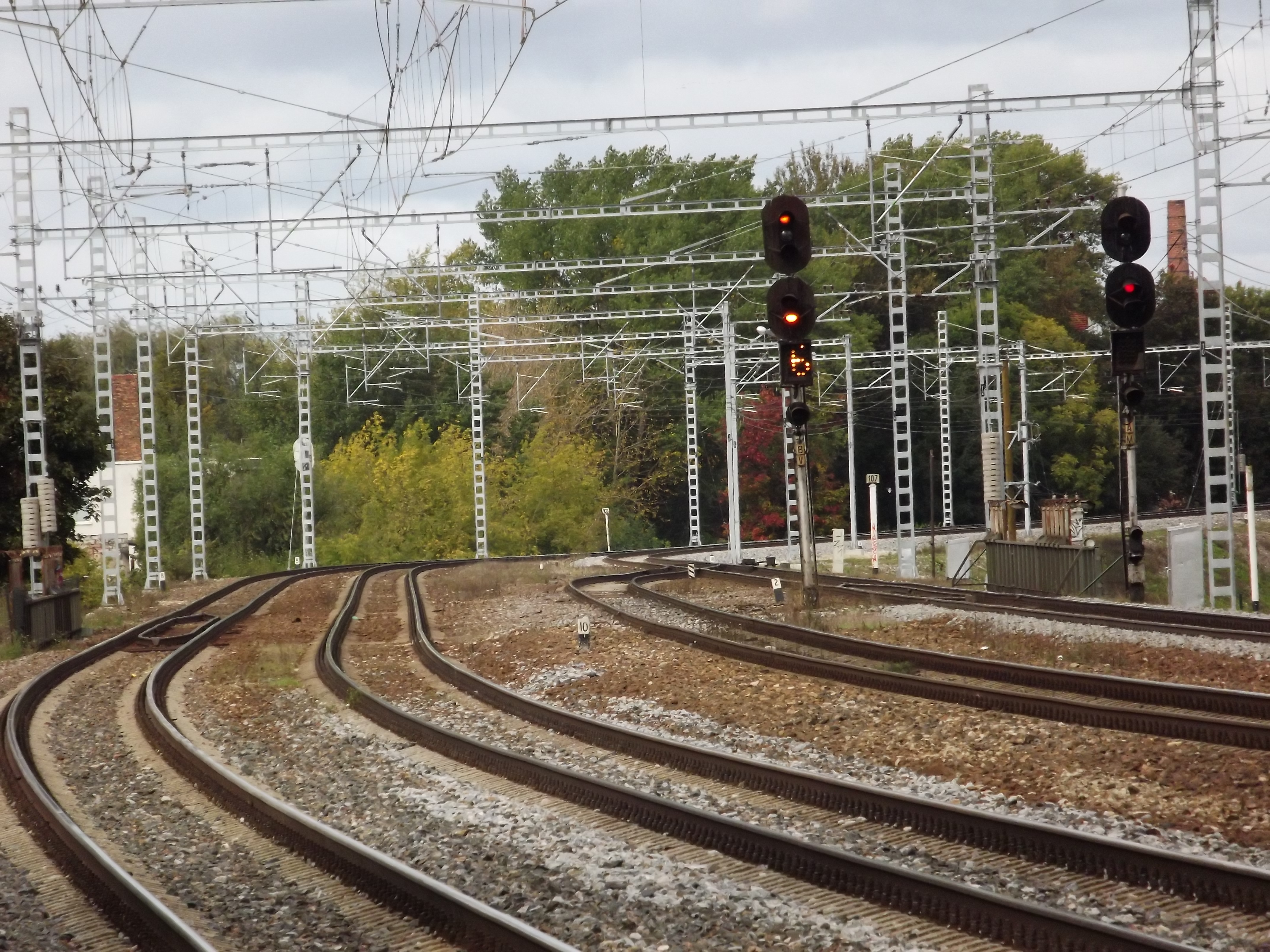
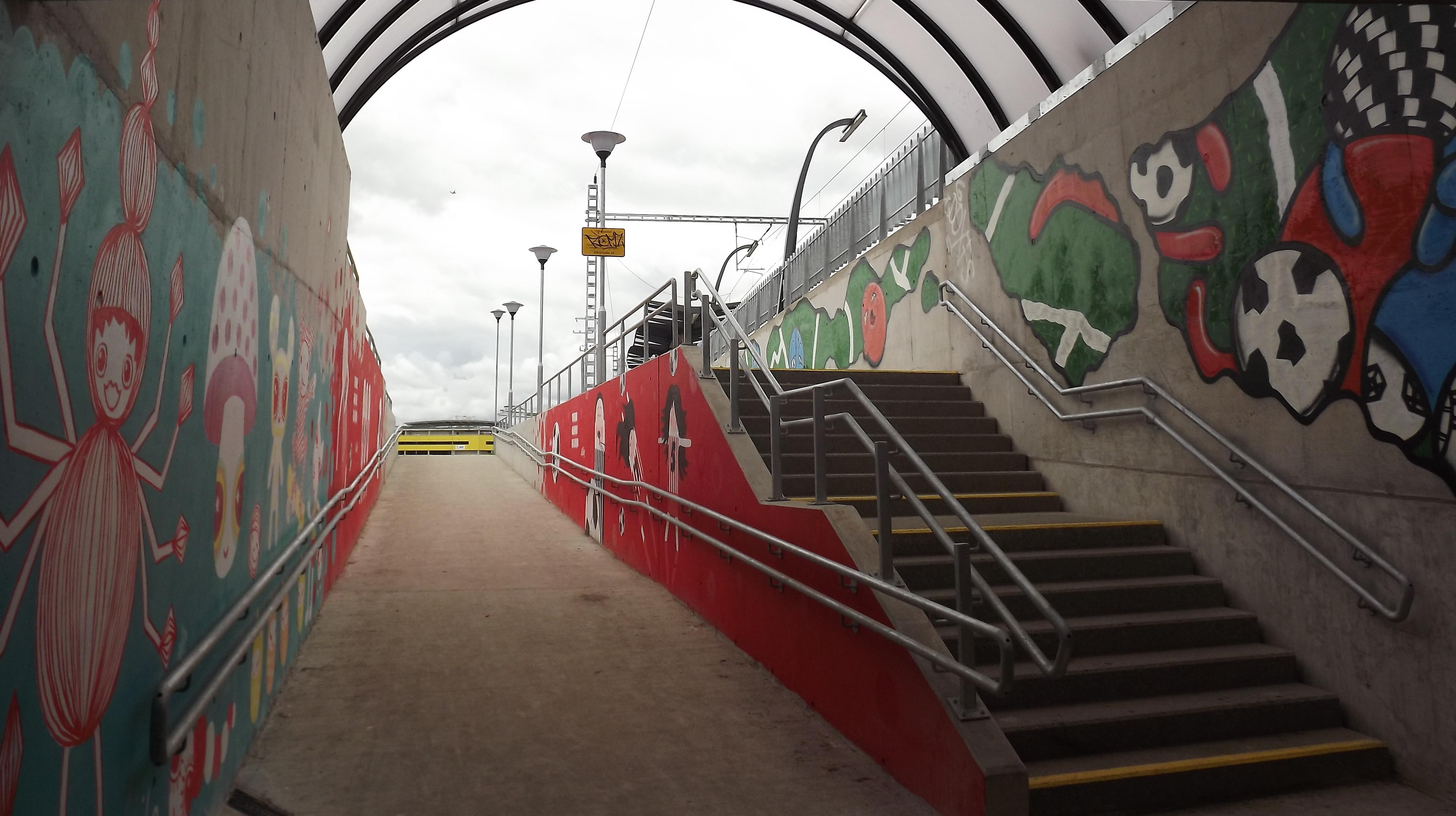
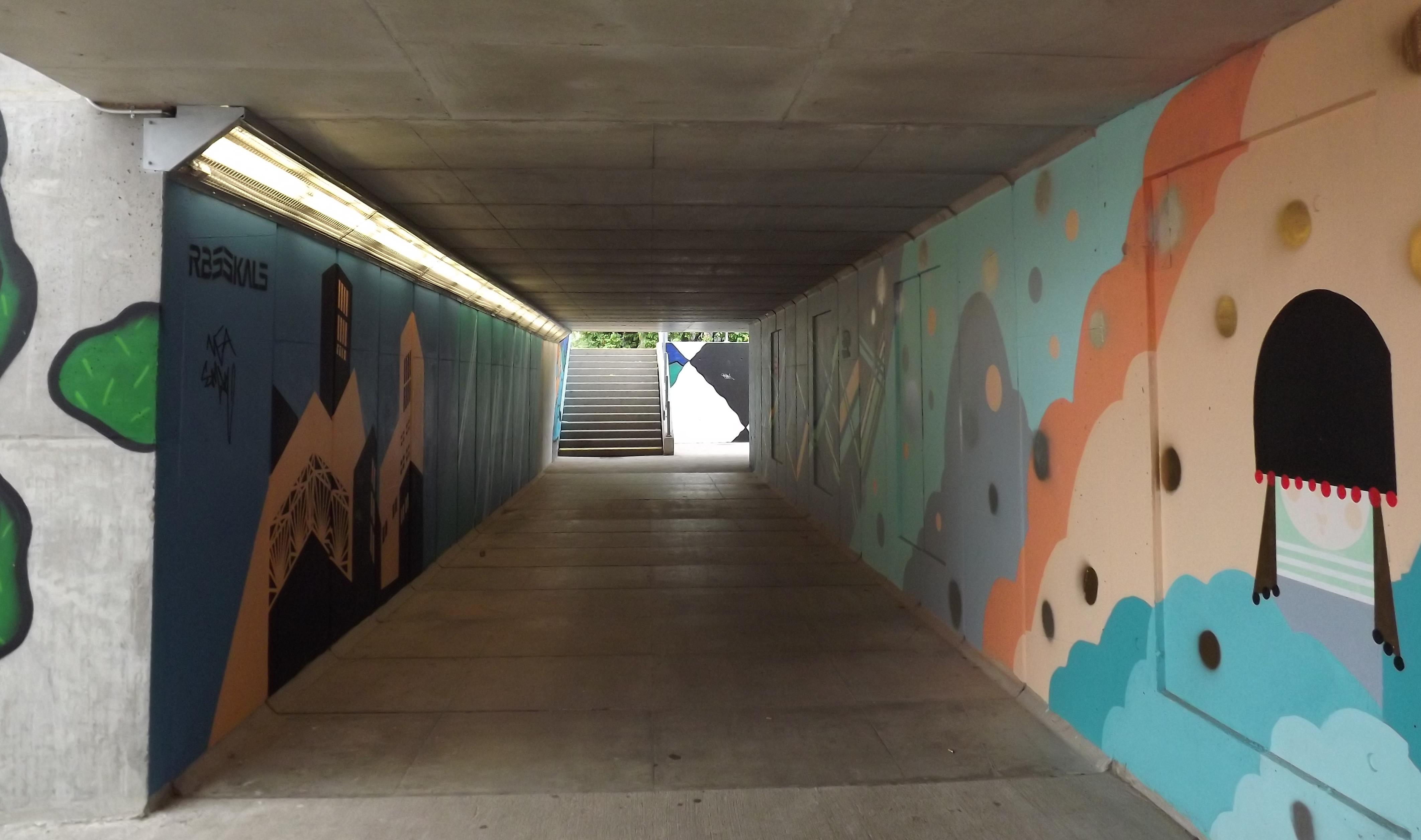